# باول كامينغز
باول كامينغز (بالإنجليزية: Paul Cummings)‏ هو عداء مراثوني أمريكي، ولد في 5 سبتمبر 1953 في تمبي في الولايات المتحدة، وتوفي في 17 سبتمبر 2001 في ليهي في الولايات المتحدة.

## وصلات خارجية
- باول كامينغز على موقع الاتحاد الدولي لألعاب القوى (الإنجليزية)
- باول كامينغز على موقع أوليمبيديا (الإنجليزية)